# Quasquara
Quasquara (in corso Quasquara) è un comune francese di 57 abitanti situato nel dipartimento della Corsica del Sud nella regione della Corsica.

## Società

### Evoluzione demografica
Abitanti censiti